# Nicolas Giaffone
Nicolas Giaffone (São Paulo, Brasil; 6 de octubre de 2004) es un piloto de automovilismo brasileño. En 2023 compitió en la USF Juniors con DEForce Racing, logrando ganar el campeonato en su primera temporada en el ámbito internacional. Es hijo del expiloto Felipe Giaffone.

## Carrera

### Inicios
En 2012, Giaffone empezó su carrera en el karting, compitiendo en varios campeonatos como el Campeonato Brasileño de Karting.

### Fórmula 4
En 2022, Giaffone pasó al Campeonato Brasileño de Fórmula 4 con el equipo brasileño Cavaleiro Sports. Logró un quinto puesto en la tabla general con tres victorias y misma cantidad de podios adicionales. Al año siguiente empezó a competir en la USF Juniors con el equipo DEForce Racing, logrando ganar el campeonato con seis victorias en once podios.

## Resumen de carrera
| Temporada | Categoría                         | Equipo           | Carreras | Victorias | Poles | VR | Podios | Puntos | Pos. |
| --------- | --------------------------------- | ---------------- | -------- | --------- | ----- | -- | ------ | ------ | ---- |
| 2022      | Campeonato Brasileño de Fórmula 4 | Cavaleiro Sports | 17       | 3         | 0     | 1  | 6      | 129    | 5.º  |
| 2023      | USF Juniors                       | DEForce Racing   | 16       | 6         | 5     | 7  | 11     | 389    | 1.º  |
| 2024      | Campeonato U.S. F2000             | DEForce Racing   | 18       | 0         | 1     | 0  | 3      | 245    | 7.º  |
| Fuente:   |                                   |                  |          |           |       |    |        |        |      |